# Белых, Денис Игоревич
Денис Игоревич Белых (род. 30 марта 1981,  Котельнич, Кировская область , РСФСР, СССР —  	1 марта 2000,  	высота 776, Шатойский район, Чечня, Россия) — гвардии рядовой Вооружённых Сил Российской Федерации, участник антитеррористических операций в период Второй чеченской войны, погиб при исполнении служебных обязанностей во время боя 6-й роты 104-го гвардейского воздушно-десантного полка у высоты 776 в Шатойском районе Чечни.

## Биография
Денис Игоревич Белых родился 30 марта 1981 года в городе Котельнич Кировской области. С раннего возраста вместе с семьёй проживал в городе Котельниче Кировской области. Окончил Котельничскую среднюю школу № 2, после чего поступил в Кировскую государственную медицинскую академию. Учился на специальность «Лечебное дело», однако после первой сданной сессии забрал документы, решив отслужить срочную службу.
21 мая 1999 года Белых был призван на службу в Вооружённые Силы Российской Федерации Котельничским городским военным комиссариатом Кировской области. Получил военную специальность наводчика-оператора. Служил в 6-й роте 104-го гвардейского воздушно-десантного полка.
С началом Второй чеченской войны в составе своего подразделения гвардии рядовой Денис Белых был направлен в Чеченскую Республику. Принимал активное участие в боевых операциях. С конца февраля 2000 года его рота дислоцировалась в районе населённого пункта Улус-Керт Шатойского района Чечни, на высоте под кодовым обозначение 776, расположенной около Аргунского ущелья. 29 февраля — 1 марта 2000 года десантники приняли здесь бой против многократно превосходящих сил сепаратистов — против всего 90 военнослужащих федеральных войск, по разным оценкам, действовало от 700 до 2500 боевиков, прорывавшихся из окружения после битвы за райцентр — город Шатой. Вместе со всеми своими товарищами он отражал ожесточённые атаки боевиков Хаттаба и Шамиля Басаева, не дав им прорвать занимаемые ротой рубежи. В том бою Белых погиб, как и 83 его сослуживца.
Похоронен на городском кладбище в городе Котельниче Кировской области.
Указом Президента Российской Федерации гвардии рядовой Денис Игоревич Белых посмертно был удостоен ордена Мужества.

## Память
- В честь Дениса Белых названа улица в городе Котельниче[2].
- В Котельниче около здания средней школы № 2, в которой Белых учился, установлен его бюст[4].
- На здании Котельничской средней школы № 2 установлена мемориальная доска, в самой школе создан уголок памяти.
- Ежегодно 23 февраля в Котельниче проводятся соревнования по русскому жиму памяти Белых.